# Ford (Shropshire)
Ford est une paroisse civile et un village du Shropshire, en Angleterre.